# 百瀬俊介
百瀬 俊介（ももせ しゅんすけ、1976年5月31日 - ）は、日本出身の元サッカー選手。ポジションはディフェンダー。メキシコリーグに日本人として初めて在籍した。

## 経歴
中学校を卒業した1992年に単身で渡墨し、デポルティーボ・トルーカFCユースのトライアルテストを受け入団。ユースリーグでは決勝でクルブ・アメリカに勝ち、メキシコクラブユースリーグで優勝を果たす。ユースでの活躍が評価され、1993年にセグンダ・ディビシオン（3部）のデポルティーボ・トルーカFCと念願のプロ契約を交わし、メキシコリーグでは初の日本人プロサッカー選手となった。1994年、プリメーラ・ディビシオンA（2部）アトレティコ・メヒケンセと翌シーズンの契約を締結。ユースを合わせ、デポルティーボ・トルーカFCに3年在籍をした後、1995年に（2部）クルブ・オロ・ハリスコに移籍。U-23ハリスコ州代表に選出され、NIKE-CUPではキャプテンとして出場を果たした。1996年、メキシコ代表経験のあるマリオ・ピチョーホス・ペレスが監督を務めるエルサルバドルリーグ（1部）アトレティコ・マルテ・アラベに入団。
メキシコリーグ、エルサルバドルリーグで5シーズンプレーした後、1997年に一時帰国をするが、Jリーグでプレーをすることはなかった。翌1998年に再度渡墨し、プリメーラ・ディビシオンA（2部）ハグワーレスと契約。1999年にはMLSのコロンバス・クルーにレンタル移籍をするが公式戦出場はなく、2000年に元メキシコ代表監督を務めたエンリケ・メサのオファーによりデポルティーボ・トルーカFCに完全移籍した。その後、2001年シーズンを最後に引退を表明した。メキシコリーグ1部での出場はなかったが、地元トルーカではハポネスという愛称で人気を集めた。

## 人物

### 選手時代
豊富な運動量と安定した守備、そしてスピードを生かした縦へのドリブル突破が武器。筋力トレーニングで強化したキック力でペナルティエリア外から強烈なミドルシュートも放つ。利き足は左だが、右足でのクロスボールやシュートの精度も高い。空中戦でもヘディングの強さを持ち、コーナーキックなどのセットプレーの際には、相手ゴールを脅かした。

### 引退後
引退後、2008年7月25日まで横浜FCの運営部長、営業部長を務め、FIFAクラブワールドカップ2007、2008北中米カリブ王者のCFパチューカ担当としても活躍。
現在はITシステム開発、プロスポーツ選手マネジメント、飲食店などの事業を行うコネクト株式会社の代表取締役会長を務める

## 所属クラブ
- 1989年 - 1992年  越谷市立西中学校
- 1992年 - 1993年  デポルティーボ・トルーカFCユース
- 1993年 - 1994年  デポルティーボ・トルーカFC
- 1994年 - 1995年  アトレティコ・メヒケンセ
- 1995年 - 1999年  クルブ・オロ・ハリスコ
  - → 1996年 - 1997年  アトレティコ・マルテ・アラベ（レンタル移籍）
  - → 1998年 - 1999年  ハグワーレス（レンタル移籍）
  - → 1999年  コロンバス・クルー（レンタル移籍）
- 2000年 - 2001年  デポルティーボ・トルーカFC

## 個人成績
| 国内大会個人成績 | 国内大会個人成績             | 国内大会個人成績 | 国内大会個人成績 | 国内大会個人成績 | 国内大会個人成績 | 国内大会個人成績 | 国内大会個人成績 | 国内大会個人成績 | 国内大会個人成績 | 国内大会個人成績 | 国内大会個人成績 |
| 年度             | クラブ                       | 背番号           | リーグ           | リーグ戦         | リーグ戦         | リーグ杯         | リーグ杯         | オープン杯       | オープン杯       | 期間通算         | 期間通算         |
| 年度             | クラブ                       | 背番号           | リーグ           | 出場             | 得点             | 出場             | 得点             | 出場             | 得点             | 出場             | 得点             |
| メキシコ         | メキシコ                     | メキシコ         | メキシコ         | リーグ戦         | リーグ戦         | コパMX           | コパMX           | オープン杯       | オープン杯       | 期間通算         | 期間通算         |
| ---------------- | ---------------------------- | ---------------- | ---------------- | ---------------- | ---------------- | ---------------- | ---------------- | ---------------- | ---------------- | ---------------- | ---------------- |
| 1993-94          | デポルティーボ・トルーカFC   |                  | 3部              |                  |                  |                  |                  |                  |                  |                  |                  |
| 1994-95          | アトレティコ・メヒケンセ     |                  | 2部              |                  |                  |                  |                  |                  |                  |                  |                  |
| 1995-96          | クルブ・オロ・ハリスコ       |                  | 2部              |                  |                  |                  |                  |                  |                  |                  |                  |
| エルサルバドル   | エルサルバドル               | エルサルバドル   | エルサルバドル   | リーグ戦         | リーグ戦         | リーグ杯         | リーグ杯         | オープン杯       | オープン杯       | 期間通算         | 期間通算         |
| 1996-97          | アトレティコ・マルテ・アラベ |                  | 1部              |                  |                  |                  |                  |                  |                  |                  |                  |
| メキシコ         | メキシコ                     | メキシコ         | メキシコ         | リーグ戦         | リーグ戦         | コパMX           | コパMX           | オープン杯       | オープン杯       | 期間通算         | 期間通算         |
| 1998-99          | ハグワーレス                 |                  | 2部              |                  |                  |                  |                  |                  |                  |                  |                  |
| アメリカ         | アメリカ                     | アメリカ         | アメリカ         | リーグ戦         | リーグ戦         | リーグ杯         | リーグ杯         | USオープン杯     | USオープン杯     | 期間通算         | 期間通算         |
| 1999             | コロンバス・クルー           |                  | MLS              | 0                | 0                | 0                | 0                | 0                | 0                | 0                | 0                |
| メキシコ         | メキシコ                     | メキシコ         | メキシコ         | リーグ戦         | リーグ戦         | コパMX           | コパMX           | オープン杯       | オープン杯       | 期間通算         | 期間通算         |
| 1999-00          | デポルティーボ・トルーカFC   |                  |                  |                  |                  |                  |                  |                  |                  |                  |                  |
| 2000-01          | デポルティーボ・トルーカFC   |                  |                  |                  |                  |                  |                  |                  |                  |                  |                  |
| 通算             | メキシコ                     | メキシコ         | 3部              |                  |                  |                  |                  |                  |                  |                  |                  |
| 通算             | メキシコ                     | メキシコ         | 2部              |                  |                  |                  |                  |                  |                  |                  |                  |
| 通算             | エルサルバドル               | エルサルバドル   | 1部              |                  |                  |                  |                  |                  |                  |                  |                  |
| 通算             | アメリカ                     | アメリカ         | MLS              | 0                | 0                | 0                | 0                | 0                | 0                | 0                | 0                |
| 総通算           |                              |                  |                  |                  |                  |                  |                  |                  |                  |                  |                  |

## 主な出演歴
- FOOT×BRAIN【リエージュ永井謙佑と考えるコンフェデ杯】（2013年6月22日テレビ東京系）
- FOOT×BRAIN【アギーレ新監督解析！日本代表に適任か徹底討論】（2014年8月9日テレビ東京系列）
- FIFAクラブワールドカップ　スペイン語圏（2010年アブダビ開催〜　日本テレビ系列、ニコニコ生放送）
- 百瀬俊介 クラブワールドカップ開幕直前特集（ニコニコ生放送 TUESDAY FOOTBALL#20 2015/12/8）
- 2017年8月4日(金) スカパー!スカサカライブ出演
- 2017年12月17日テレビ東京　追跡 LIVE！ SPORTS ウォッチャー「クラブW杯決勝、本田圭佑の秘密に迫る。」